# Anpassung (Betriebswirtschaftslehre)
Anpassung ist in der Betriebswirtschaftslehre die Reaktion auf eingetretene oder die Antizipation von erwarteten Datenänderungen bei Wirtschaftssubjekten. 

## Allgemeines
Zu den Wirtschaftssubjekten gehören Unternehmen, Privathaushalte und der Staat nebst der öffentlichen Verwaltung. Sie alle sind wirtschaftlichen oder sonstigen Veränderungen ausgesetzt, die sich als externe oder interne Datenänderungen bemerkbar machen. Das Wort Anpassung beinhaltet das Merkmal der „Veränderung“, so dass von Anpassung nur gesprochen werden kann, wenn eine Veränderung vorliegt. Die Veränderung ist in diesem Sinne eine positive oder negative Abweichung von den ursprünglichen Daten. 
Am intensivsten untersucht sind die Anpassungsprozesse in Unternehmen durch die Betriebswirtschaftslehre, auf die hier näher eingegangen wird. Das Phänomen der Anpassung steht nach Peter Swoboda in sehr engem Zusammenhang mit der betrieblichen Entscheidungsfindung. Die Unternehmensführung muss bei derartigen Datenänderungen die Entscheidung treffen, hierauf zu reagieren oder nicht zu reagieren oder bei erwarteten Datenänderungen diese vorwegzunehmen oder zu ignorieren. In diesem Sinne ist die gesamte Betriebswirtschaftslehre als „Anpassungslehre“ zu verstehen, weil Veränderungen der Unternehmensdaten ständig vorkommen.

## Arten
Erich Gutenberg führte 1951 die Theorie der Anpassungsformen in die Produktionstheorie ein. Ihm zufolge gibt es im Zusammenhang mit der Änderung des Beschäftigungsgrades drei Grundtypen von betrieblichen Anpassungsprozessen:
- Intensitätsmäßige Anpassung: bei gegebener Personalkapazität und Betriebsmitteln und konstanter Arbeitszeit (Betriebszeit) wird das Arbeitstempo der Arbeitskräfte (Arbeitsintensität) oder Maschinen (Anlagenintensität) verändert (etwa Beschleunigung/Verringerung der Geschwindigkeit des Förderbands bei Fließbandfertigung).
- Zeitliche Anpassung ist die Veränderung der Arbeitszeit (Personal) oder Nutzungszeit (Maschinen) bei konstanter Intensität der Nutzung (etwa durch Schichtarbeit, Kurzarbeit oder Überstunden).
- Quantitative Anpassung liegt vor, wenn bei konstanter Arbeits- und Betriebszeit und Arbeitsleistung die Personalkapazität oder Betriebsmittelkapazität verändert wird (etwa durch Einstellung neuer Arbeitskräfte, Entlassungen, Erweiterungsinvestitionen oder Desinvestition). Bei der Unterart der selektiven Anpassung handelt es sich um eine Auswahlentscheidung, bei der zuerst ältere Maschinen stillgelegt oder schlechteres Personal entlassen wird.

Gutenberg kannte nur beschäftigungsorientierte Anpassungsformen, weil ihm bei einer „qualitativen Anpassung“ die Beziehungen zwischen qualitativen Änderungen und der Entwicklung der Beschäftigungslage zu weitläufig waren. Swoboda hingegen fügte diese qualitative Anpassung als vierte Art hinzu und definiert sie als Änderung der Beschaffenheit von Produktionsfaktoren. Zur qualitativen Anpassung gehören die Qualifizierung der Mitarbeiter, die Erneuerung von Maschinen und Anlagen sowie die Einführung neuer Produktionsverfahren.
Walther Busse von Colbe erwähnte 1964 noch die zellulare Anpassung durch Veränderung des Filialnetzes in Gliedbetrieben; sie bildet jedoch eine Unterform der quantitativen Anpassung mit Auswirkungen auf die Betriebsgröße. Günter Wöhe führte als vierte Form die „kombinierte Anpassung“ als Kombination der drei klassischen Anpassungsarten ein.

## Auswirkungen
Bereits eingetretene externe oder interne Datenänderungen lösen Anpassungsentscheidungen aus. Externe Datenänderungen können Marktdaten oder sonstige Umweltbedingungen sein, interne resultieren beispielsweise aus den betrieblichen Funktionen Beschaffung, Produktion, Finanzierung, Vertrieb, Personalwesen, Verwaltung, Forschung und Entwicklung oder Logistik. Im Wege der Antizipation werden Anpassungsmaßnahmen ergriffen, wenn es der Unternehmensführung gelingt, künftige Datenänderungen durch Prognose des wirtschaftlichen und politischen Geschehens frühzeitig zu erkennen und sich vor ihrem Eintritt hierauf einzustellen. Hierzu gehört die Einschätzung der künftigen Marktentwicklung. Die Erwartungen über die künftige Entwicklung sind die wichtigsten „Orientierungspunkte für die innerbetrieblichen Anpassungsmaßnahmen der Unternehmensleitung“.
Während die intensitätsmäßige und zeitliche Anpassung kurzfristig und flexibel einsetzbar sind, gehen die quantitative und qualitative Anpassung mit nachhaltigen Veränderungen der Betriebsgröße und der Struktur der Potenzialfaktoren einher und wirken erst mittelfristig. Die intensitätsmäßige Anpassung wirkt sich auf variable Kosten, die zeitliche und quantitative auf fixe Kosten oder sprungfixe Kosten aus. Lassen sich Beschäftigungsänderungen durch zeitliche Anpassung nicht mehr auffangen, ist eine quantitative Anpassung erforderlich, bei der sich variable und fixe Kosten verändern. Bei einem Kapazitätsabbau durch quantitative Anpassung sinken die Kosten wegen der Kostenremanenz nicht proportional zur Beschäftigung.
Die Anpassungsgeschwindigkeit ist der Zeitraum von der Einleitung einer Anpassungsmaßnahme bis zu ihrer ersten Auswirkung. Sie wird durch einen Vergleich zwischen den Kosten der Anpassung und den Kosten einer Nicht-Anpassung bestimmt. Wichtigste Faktoren der Anpassungsgeschwindigkeit sind:
- Wahl der zutreffenden Gegenmaßnahme, die Sachverstand und Einsicht in die Wirkungszusammenhänge voraussetzt.
- Wahl des zutreffenden Zeitpunkts: Zu frühe oder zu späte Anpassungen heben die beabsichtigte Wirkung auf.
- Betriebliche, marktliche oder gesamtwirtschaftliche Störfaktoren.

Der Begriff der Anpassungsgeschwindigkeit wird ähnlich auch in der Volkswirtschaftslehre verwendet.
Mit den meisten Anpassungsmaßnahmen sind Anpassungskosten verbunden, etwa Kosten für Sozialpläne oder Kosten der Personalbeschaffung. Anpassungskosten stellen keine eigenständige Kostenart dar, sondern gehören – wie im Falle der Sozialplankosten oder Personalakquisition – zu den Personalkosten.

## Ziele
Nach Wilhelm Hasenack zielt die Anpassung auf die „Wiederherstellung des betrieblichen Gleichlaufs“ ab. Dabei spielt die Flexibilität bei der Anpassung an eingetretene oder erwartete Datenänderungen eine wesentliche Rolle. So können flexible Arbeitszeitmodelle mit Anpassung der vertraglichen Arbeitszeit an die Auftragslage helfen, Kostenremanenzen zu verhindern. Werden Anpassungsentscheidungen zu spät oder gar nicht getroffen, kann sich dies negativ auf die Ertragslage auswirken.